# Рыбалка с динамитом

Рыбалка с динамитом

Рыбалка с динамитом (англ. Blast Fishing) — практика использования взрывчатых веществ для оглушения или убийства косяков рыб для удобства их последующего сбора. Эта нередко незаконная практика может иметь разрушительные последствия для окружающей экосистемы, так как взрыв часто разрушает основную среду обитания рыб (например, коралловые рифы). Часто неосторожное использование взрывчатых веществ также представляет опасность для самих рыбаков, приводя к несчастным случаям и травмам.
Несмотря на то что в большинстве стран она находится под запретом, эта практика по-прежнему широко распространена в Юго-Восточной Азии, а также в Эгейском море и прибрежных водах Африки. На Филиппинах, где эта практика была хорошо описана, рыбалка с использованием взрывчатых веществ была известна ещё до Первой мировой войны: эта деятельность упоминается Эрнстом Юнгером в его книге «Стальной шторм». Исследование 1999 года показало, что приблизительно 70 000 рыбаков (12 % от общего количества рыбаков на Филиппинах) используют этот метод.
В России метод был широко распространён в 1918—1920 гг. в связи с самодемобилизацией армии и наличием у вернувшихся в деревни крестьян ручных гранат. Тем не менее, в СССР глушение рыбы взрывчаткой было запрещено.
Протяжённые и труднопатрулируемые побережья соблазняют преступников прибыльным, лёгким уловом, а в некоторых случаях апатичное отношение или даже коррумпированность со стороны местных чиновников делают реализацию настоящего запрещения «взрывной» рыбалки постоянной проблемой для властей.
Рыболовные взрывчатки часто изготавливают с использованием стеклянной бутылки, в которую чаще всего помещают слои порошкообразного нитрата калия и гальки или смеси аммиачной селитры и керосина (АСДТ). Такие бомбы могут взорваться преждевременно, без предупреждения и ранить или убить рыбака, использующего их, и/или посторонних людей, оказавшихся рядом.
Подводные ударные волны, производимые взрывом, оглушают рыб и приводят к разрывам их плавательных пузырей. Этот разрыв приводит к резкой потере плавучести: небольшое количество рыбы всплывает на поверхность, но большинство опускаются на дно. Взрывы без разбора убивают большое количество рыбы и других морских организмов, находящихся поблизости, и могут повредить или уничтожить физическую среду их обитания, в том числе наносят значительный ущерб коралловым рифам.
Жак-Ив Кусто в своей книге «В мире безмолвия» называл рыбалку с динамитом самым вредным и расточительным способом добычи рыбы.